# Benafim
Benafim ist eine Ortschaft und ehemalige Gemeinde in der Algarveregion im Süden Portugals.

## Verwaltung
Benafim war Sitz einer gleichnamigen Gemeinde (Freguesia) im Kreis (Concelho) von Loulé im Distrikt Faro mit 1063 Einwohnern (Stand 30. Juni 2011).
Im Gebiet der ehemaligen Gemeinde liegen folgende Ortschaften:
- Alto Fica
- Bairro Novo
- Benafim
- Benafim Pequeno
- Birrão
- Charneca da Nave
- Cortinhola
- Cotovio
- Espargal
- Freixo Verde
- Montes
- Nave das Sobreiras
- Nave dos Cordeiros
- Penina
- Ribeira de Algibre
- Sobradinho
- Zimbral

Im Zuge der Gebietsreform vom 29. September 2013 wurde Benafim mit Tôr und Querença zur neuen Gemeinde Querença, Tôr e Benafim zusammengeschlossen.